# Phylocentropus orientalis
Phylocentropus orientalis är en nattsländeart som beskrevs av Banks 1931. Phylocentropus orientalis ingår i släktet Phylocentropus och familjen Dipseudopsidae. Inga underarter finns listade i Catalogue of Life.